# 王敕
王敕（1446年—1511年），字云芝，一字懋纶，另字嘉谕。山东历城人。明朝探花。

## 生平
成化二十年（1484年），王敕登甲辰科進士第三名，授翰林院編修。成化二十三年（1487年），因尹龍案受牽連被貶，任湖廣夷陵州判官。
弘治三年（1490年）陞四川按察司僉事，提督學校。九年后，升河南按察使司提学副使。正德二年（1507年），為南京國子監祭酒。正德四年（1509年）致仕歸鄉。

## 著作
著有《漫游稿》、《云芝稿》。